# ボビー・フィッシャーを探して
『ボビー・フィッシャーを探して』（ボビー・フィッシャーをさがして、Searching for Bobby Fischer）は、1993年のアメリカ合衆国の伝記映画。脚本家として知られるスティーヴン・ザイリアンの監督デビュー作で、出演はマックス・ポメランク、ジョー・マンテーニャ、ベン・キングズレーなど。実在のチェスプレイヤーであるジョシュ・ウェイツキンの少年時代を描いている。原作は主人公の父フレッド・ウェイツキンによるノンフィクションで、2014年に映画と同じ『ボビー・フィッシャーを探して』のタイトルで、みすず書房より日本語訳が刊行された（若島正訳）。
第6回東京国際映画祭に出品され、審査員特別賞を受賞したほか、主演のマックス・ポメランクが「未来の才能に対する特別顕彰」を受けた。
アメリカン・フィルム・インスティチュートによる「感動の映画ベスト100」の一つに選出されている。

## ストーリー
1970年代に、米国人として初めてチェスの世界チャンピオンになった伝説的な天才ボビー・フィッシャー。奇行を繰り返したフィッシャーは、1980年代から長く行方不明となっていたが、人々は彼を忘れていなかった。
心優しい野球好きの少年ジョシュ・ウェイツキンは、7歳のときに公園で男たちが競うチェスを見たことがきっかけで、チェスの魅力に取りつかれる。公園に住むヴィニーとの交流などを通じてジョシュの並外れた才能に気づいた父親のフレッドは、かつてのチェスの名手であるブルース・パンドルフィーニに息子のコーチを依頼する。
ブルースはジョシュに、ボビー・フィッシャーと同じ才能を感じとり、コーチを引き受ける。だが、チェスだけに没頭してトップを目指す日々は、普通の少年の生活とはかけ離れており、人生を狂わせる危険性を孕んでいた。ブルースはジョシュに「対戦相手を憎め」と教える。また、ボビー・フィッシャーのような芸術的なプレイヤーになることを要求し、ジョシュが好きなストリート・チェスを禁じようとする。
「準備不足だ」と主張するブルースの反対を押し切って、フレッドはジョシュをジュニア・トーナメントに参加させる。父に連れられて国内各地に出向き、ジョシュは快調に連勝を重ねる。だが、心優しさから対戦相手を憎むことができず、もし自分が負けたらと恐れるようになる。やがて強力なライバルが現れたとき、ジョシュはその存在に心を乱されて集中を欠き、はるかに格下の相手にも敗退してしまう。父のフレッドは、負けた息子を責める。
試合に勝てなくなったジョシュに、ブルースは「自分の教えることだけをするように」と命じる。やがて子どもへの指導法としては行き過ぎた厳しい態度をとるブルースに、母のボニーは家から出て行くように頼む。
苦しむジョシュの姿を見て「ただのスランプだよ、負けることを恐れているんだ」と言うフレッドに、妻のボニーは「負けることを恐れているんじゃなくて、あなたの愛を失うことを恐れているのよ」と言う。「あなたでもブルースでも誰でも、もしあの子のまともさを壊そうとしているなら、彼を連れて出ていくわ」と強く言うボニー。フレッドは幼い息子に自分の理想だけを押し付けていたことを反省し、ジョシュにチェスを止めてもいいと話す。
ジョシュとフレッドは、チェスで勝ちだけを求める生活ではなく、新しいチェスとの向き合い方を家族で模索する。関係が途絶えていた公園のヴィニーやコーチのブルースと和解したジョシュは、穏やかな気持ちでライバルの参加する全国大会に臨む。

## キャスト
※括弧内は日本語吹替 (DVD未収録)
- ジョシュ・ウェイツキン: マックス・ポメランク（英語版）（田中真弓） - チェスの才能に目覚めた7歳の少年。
- フレッド・ウェイツキン（英語版）: ジョー・マンテーニャ（玄田哲章） - ジョシュの父。スポーツ記者。
- ボニー・ウェイツキン: ジョアン・アレン - ジョシュの母。
- ブルース・パンドルフィーニ（英語版）: ベン・キングズレー（大木民夫） - ジョシュのチェスの師匠。
- ヴィニー: ローレンス・フィッシュバーン（菅原正志） - ジョシュのストリート・チェスの師匠。
- ジョナサン・ポー: マイケル・ニーレンバーグ - チェスの天才少年でジョシュの宿敵。
- ポーの師匠: ロバート・スティーヴンス（英語版）
- モーガン・ペーム（英語版）: ハル・スカーディノ（英語版）: ジョシュのチェス仲間の少年。
- カレフ・ペーム: デヴィッド・ペイマー（納谷六朗） - モーガンの父。
- エイサ・ホフマン（英語版）: オースティン・ペンドルトン - チェスプレーヤー。
- ツナサンドの男: ウィリアム・H・メイシー - ジョシュと決勝を争った少年ピートの父。
- トーナメントのディレクター: ダン・ヘダヤ
- ジョシュの担任教師: ローラ・リニー（さとうあい）
- チェスクラブのメンバー: トニー・シャルーブ（立木文彦）

## 作品の評価
Rotten Tomatoesによれば、45件の評論の全てが高評価で、平均点は10点満点中8.1点、批評家の一致した見解は「主人公の若者と同様に繊細な『ボビー・フィッシャーを探して』は、神童が個人的なバランスを取るために奮闘する姿を背景として使い、力強く感動的なドラマに仕上がっている。」となっている。
Metacriticによれば、23件の評論のうち、高評価は22件、賛否混在は1件、低評価はなく、平均点は100点満点中89点となっている。